# Lista de deputados estaduais de Alagoas da 17.ª legislatura
Esta é a lista de deputados estaduais de Alagoas para a legislatura 2011–2015.

## Composição das bancadas
| Partido | Líder                 | Bancada | Posição      |
| ------- | --------------------- | ------- | ------------ |
| PSDB    | Fernando Toledo       | 6 / 27  | Governo      |
| PDT     | Isnaldo Bulhões       | 3 / 27  | Oposição     |
| PMDB    | Olavo Calheiros       | 3 / 27  | Oposição     |
| PT      | Ronaldo do INSS       | 3 / 27  | Oposição     |
| PTdoB   | Ricardo Nezinho       | 2 / 27  | Independente |
| DEM     | Jeferson Morais       | 2 / 27  | Governo      |
| PTB     | Marcelo Victor Santos | 2 / 27  | Independente |
| PPS     | Severino Pessôa       | 2 / 27  | Governo      |
| PSC     | Thaise Guedes         | 1 / 27  | Governo      |
| PMN     | Dudu Holanda          | 1 / 27  | Independente |
| PRTB    | Almir Lira            | 1 / 27  | Independente |
| PTN     | João Henrique Caldas  | 1 / 27  | Independente |

## Deputados Estaduais
| Número | Deputados estaduais eleitos | Partido | Votação | Percentual | Cidade onde nasceu       | Unidade federativa |
| 45000  | Joãozinho Pereira           | PSDB    | 64.080  | 4,57%      | Junqueiro                | Alagoas            |
| 12000  | Isnaldo Bulhões             | PDT     | 44.213  | 3,15%      | Santana do Ipanema       | Alagoas            |
| 70000  | Antonio Albuquerque         | PTdoB   | 43.304  | 3,09%      | Limoeiro de Anadia       | Alagoas            |
| 25800  | Jeferson Morais             | DEM     | 38.043  | 2,71%      | União dos Palmares       | Alagoas            |
| 45678  | Inácio Loiola               | PSDB    | 38.025  | 2,71%      | Canindé de São Francisco | Sergipe            |
| 12777  | Sérgio Toledo               | PDT     | 37.513  | 2,67%      | Maceió                   | Alagoas            |
| 14789  | Marcelo Victor              | PTB     | 37.379  | 2,66%      | Palmeira dos Índios      | Alagoas            |
| 20000  | Thaise de Souza Guedes      | PSC     | 36.804  | 2,62%      | Maceió                   | Alagoas            |
| 70111  | Ricardo Nezinho             | PTdoB   | 35.107  | 2,50%      | Arapiraca                | Alagoas            |
| 45222  | Gilvan Barros               | PSDB    | 34.137  | 2,43%      | Maceió                   | Alagoas            |
| 15555  | Flávia Cavalcante           | PMDB    | 32.618  | 2,33%      | Maceió                   | Alagoas            |
| 14444  | Maurício Tavares            | PTB     | 32.091  | 2,29%      | Maceió                   | Alagoas            |
| 15456  | Olavo Calheiros             | PMDB    | 29.368  | 2,09%      | Murici                   | Alagoas            |
| 45789  | Nelito Gomes de Barros      | PSDB    | 28.081  | 2,00%      | Maceió                   | Alagoas            |
| 45123  | Fernando Toledo             | PSDB    | 27.059  | 1,93%      | Cajueiro                 | Alagoas            |
| 45555  | Edval Gaia                  | PSDB    | 26.889  | 1,92%      | Palmeira dos Índios      | Alagoas            |
| 12333  | Jota Cavalcante             | PDT     | 26.276  | 1,87%      | Pão de Açúcar            | Alagoas            |
| 15000  | Luiz Dantas                 | PMDB    | 25.365  | 1,81%      | Batalha                  | Alagoas            |
| 13500  | Judson Cabral               | PT      | 25.229  | 1,80%      | Aracaju                  | Sergipe            |
| 33000  | Dudu Holanda                | PMN     | 25.171  | 1,79%      | Maceió                   | Alagoas            |
| 23000  | Marcos Barbosa              | PPS     | 24.915  | 1,78%      | Maceió                   | Alagoas            |
| 25000  | Temóteo Correia             | DEM     | 24.756  | 1,76%      | Anadia                   | Alagoas            |
| 28888  | Almir Lira                  | PRTB    | 22.027  | 1,57%      | Feira Grande             | Alagoas            |
| 13000  | Ronaldo do INSS             | PT      | 19.862  | 1,42%      | Rio de Janeiro           | Rio de Janeiro     |
| 13123  | Marquinho Madeira           | PT      | 18.897  | 1,35%      | Maceió                   | Alagoas            |
| 19999  | João Henrique Caldas        | PTN     | 17.977  | 1,28%      | Maceió                   | Alagoas            |
| 23111  | Severino Pessôa             | PPS     | 16.206  | 1,16%      | Arapiraca                | Alagoas            |